# Collegio di Halesowen
Halesowen è un collegio elettorale situato nella contea delle West Midlands, nelle Midlands Occidentali, e rappresentato alla Camera dei comuni del Parlamento del Regno Unito. Elegge un membro del parlamento con il sistema first-past-the-post, ossia maggioritario a turno unico; attualmente il seggio è rappresentato da Alex Ballinger del Partito Laburista, che rappresenta il collegio dal 2024.

## Estensione
Il collegio è costituito dai seguenti ward: 
- nel borgo metropolitano di Dudley: Belle Vale; Cradley and Wollescote; Halesowen North; Halesowen South; Hayley Green and Cradley South e Quarry Bank and Dudley Wood;
- nel borgo metropolitano di Sandwell: Blackheath; (distretto elettorale BLG) e Cradley Heath and Old Hill.[1]

## Membri del parlamento
| Elezione | Elezione | Deputato       | Partito   |
| -------- | -------- | -------------- | --------- |
|          | 2024     | Alex Ballinger | Laburista |

## Elezioni

### Elezioni negli anni 2020
| Partito                    | Partito                                      | Candidato                  | Risultati 4 luglio 2024 | Risultati 4 luglio 2024 |
| Partito                    | Partito                                      | Candidato                  | Voti                    | %                       |
| -------------------------- | -------------------------------------------- | -------------------------- | ----------------------- | ----------------------- |
|                            | Laburista                                    | Alex Ballinger             | 15 023                  | 38,94                   |
|                            | Conservatore                                 | James Morris               | 10 659                  | 27,63                   |
|                            | Reform UK                                    | Jonathan Oakton            | 8 484                   | 21,99                   |
|                            | Lib Dem                                      | Ryan Priest                | 2 261                   | 5,86                    |
|                            | Verdi                                        | Emma Bullard               | 2 151                   | 5,58                    |
|                            |                                              |                            |                         |                         |
| Iscritti                   | Iscritti                                     | Iscritti                   | 68 549                  | 100,00                  |
| ↳ Votanti (% su iscritti)  | ↳ Votanti (% su iscritti)                    | ↳ Votanti (% su iscritti)  | 38 578                  | 56,28                   |
| ↳ Astenuti (% su iscritti) | ↳ Astenuti (% su iscritti)                   | ↳ Astenuti (% su iscritti) | 29 971                  | 43,72                   |
|                            |                                              |                            |                         |                         |
|                            | Esito: collegio a Laburista (nuovo collegio) |                            |                         |                         |